# Kletterweltcup 2025
Der Kletterweltcup 2025 (IFSC Climbing World Cup 2025) begann im April 2025 mit dem Boulder-Wettbewerb in Keqiao und Lead- und Speed in Wujiang, beide in der Nähe Shanghais, und soll mit dem Wettbewerb in Koper (Slowenien) am 6. September enden. Neben der Kletterweltmeisterschaft 2025 handelt es sich um die höchstrangige Veranstaltung im internationalen Wettkampfklettern des Jahres. In zeitlicher Nähe zu den Wettbewerben in Innsbruck und Salt Lake City finden Wettkämpfe des Paraclimbing-Weltcups 2025 statt.

## Austragungsorte
Es werden je sechs Wettbewerbe in den Disziplinen Lead (Vorstieg), Boulder und Speed abgehalten. Bali (Indonesien), Curitiba (Brasilien) und Krakau und sind erstmals Gastgeber. Ein für den 26. und 27. Juli in Klagenfurt geplanter Speed-Wettbewerb wurde abgesagt und durch die Veranstaltung in Guiyang ersetzt.
| Datum           | Ort            | Lead | Boulder | Speed |
| --------------- | -------------- | ---- | ------- | ----- |
| 18. – 20. April | Keqiao         |      | X       |       |
| 25. – 27. April | Wuijang        | X    |         | X     |
| 02. – 04. Mai   | Bali           | X    |         | X     |
| 16. – 18. Mai   | Curitiba       |      | X       |       |
| 23. – 25. Mai   | Salt Lake City |      | X       |       |
| 31. – 01. Juni  | Denver         |      |         | X     |
| 06. – 08. Juni  | Prag           |      | X       |       |
| 13. – 15. Juni  | Bern           |      | X       |       |
| 25. – 29. Juni  | Innsbruck      | X    | X       |       |
| 05. – 06. Juli  | Krakau         |      |         | X     |
| 11. – 13. Juli  | Chamonix       | X    |         | X     |
| 18. – 19. Juli  | Madrid         | X    |         |       |
| 05. – 06. Sept. | Koper          | X    |         |       |
| 12. – 13. Sept. | Guiyang        |      |         | X     |

## Gesamtwertung
Die Gesamtwertung des Weltcups erfolgt nach Punkten. Bei Gleichstand werden die Punkte der entsprechenden Plätze addiert und gleichmäßig verteilt. Ein Vorrücken in die Finalrunde (Boulder, Lead) bzw. mindestens das Viertelfinale (Speed) wird durch grüne Hinterlegung gekennzeichnet. Da maximal fünf Wertungen in die Gesamtwertung eingebracht werden können, wurde bei sechs Teilnahmen das jeweils schlechteste Ergebnis gestrichen.

## Regeländerungen

### Lead
Im Halbfinale treten nun 24 statt bisher 26 Personen an, die Anzahl der Finalplätze bleibt bei 8.

### Bouldern
Bouldern nach einem Punktesystem bewertet, dabei wird für die Zone 10 Punkte bzw. für das Top 25 Punkte vergeben, abzüglich 0,1 Punkte für jeden benötigten Versuch, gewonnen hat die Person mit den meisten Punkten. In bisherigen Kletterweltcups wurde zuerst nach Tops, dann nach Zones und anschließend nach Versuchen gereiht. Im Finale treten zudem 8 statt bisher 6 Personen an, im Halbfinale 24 statt 20, laut IFSC sollen dadurch mehr Nationen an den Finalwettkämpfen teilnehmen können. Durch die gestiegene Athletenzahl bouldern diese nun auch im Finale parallel.

## Podestplatzierungen Männer

### Lead
| Ort       | 1. Platz       | 2. Platz            | 3. Platz            |
| --------- | -------------- | ------------------- | ------------------- |
| Wuijang   | Sorato Anraku  | Neo Suzuki          | Alberto Ginés López |
| Bali      | Satone Yoshida | Max Bertone         | Alberto Ginés López |
| Innsbruck | Toby Roberts   | Sorato Anraku       | Hannes Van Duysen   |
| Chamonix  | Sorato Anraku  | Alberto Ginés López | Filip Schenk        |
| Madrid    |                |                     |                     |
| Koper     |                |                     |                     |

### Boulder
| Ort            | 1. Platz      | 2. Platz      | 3. Platz          |
| -------------- | ------------- | ------------- | ----------------- |
| Keqiao         | Sorato Anraku | Dohyun Lee    | Meichi Narasaki   |
| Curitiba       | Sorato Anraku | Mejdi Schalck | Tomoa Narasaki    |
| Salt Lake City | Sorato Anraku | Sohta Amagasa | Dohyun Lee        |
| Prag           | Mejdi Schalck | Sorato Anraku | Samuel Richard    |
| Bern           | Pan Yufei     | Mejdi Schalck | Sorato Anraku     |
| Innsbruck      | Toby Roberts  | Sorato Anraku | Hannes Van Duysen |

### Speed
| Ort      | 1. Platz           | 2. Platz           | 3. Platz        |
| -------- | ------------------ | ------------------ | --------------- |
| Wuijang  | Jianguo Long       | Hryhorii Ilchyshyn | Kiromal Katibin |
| Bali     | Samuel Watson      | Ryo Omasa          | Kiromal Katibin |
| Denver   | Kiromal Katibin    | Zach Hammer        | Samuel Watson   |
| Krakau   | Raharjati Nursamsa | Kiromal Katibin    | Ryo Omasa       |
| Chamonix | Samuel Watson      | Rischat Chaibullin | Zach Hammer     |
| Guiyang  |                    |                    |                 |

## Podestplatzierungen Frauen

### Lead
| Ort       | 1. Platz                   | 2. Platz                   | 3. Platz      |
| --------- | -------------------------- | -------------------------- | ------------- |
| Wuijang   | Erin McNeice Seo Chae-hyun | Erin McNeice Seo Chae-hyun | Annie Sanders |
| Bali      | Erin McNeice               | Seo Chae-hyun              | Ai Mori       |
| Innsbruck | Janja Garnbret             | Laura Rogora               | Erin McNeice  |
| Chamonix  | Seo Chae-hyun              | Annie Sanders              | Erin McNeice  |
| Madrid    |                            |                            |               |
| Koper     |                            |                            |               |

### Boulder
| Ort            | 1. Platz       | 2. Platz       | 3. Platz        |
| -------------- | -------------- | -------------- | --------------- |
| Keqiao         | Annie Sanders  | Oriane Bertone | Erin McNeice    |
| Curitiba       | Naïlé Meignan  | Oriane Bertone | Camilla Moroni  |
| Salt Lake City | Mao Nakamura   | Zélia Avezou   | Annie Sanders   |
| Prag           | Oriane Bertone | Agathe Calliet | Melody Sekikawa |
| Bern           | Erin McNeice   | Annie Sanders  | Miho Nonaka     |
| Innsbruck      | Janja Garnbret | Oriane Bertone | Anon Matsufuji  |

### Speed
| Ort      | 1. Platz                    | 2. Platz                    | 3. Platz            |
| -------- | --------------------------- | --------------------------- | ------------------- |
| Wuijang  | Zhang Shaoqin               | Jimin Jeong                 | Deng Lijuan         |
| Bali     | Aleksandra Mirosław         | Zhou Yafei                  | Adi Aish Kadek      |
| Denver   | Emma Hunt                   | Natalia Kałucka             | Deng Lijuan         |
| Krakau   | Desak Made Rita Kusuma Dewi | Emma Hunt                   | Aleksandra Mirosław |
| Chamonix | Aleksandra Mirosław         | Desak Made Rita Kusuma Dewi | Emma Hunt           |
| Guiyang  |                             |                             |                     |